# Diagramowa metoda pierwszeństwa
Diagramowa metoda pierwszeństwa, PDM (ang. Precedence Diagram Method) jest, obok diagramów węzłowych, jednym z popularnych sposobów tworzenia diagramów sieciowych stosowanych do planowania czasu i kontroli w zarządzaniu projektami. Opracowana została w latach 60. XX wieku przez IBM.

## Zalety
Można wyróżnić kilka zalet PDM:
- w przypadku niskiego stopnia rozbudowania schematu - jasne określenie czasu potrzebnego na wykonanie zadania,
- określenie zależności i/lub pierwszeństwa działań,
- identyfikacja zwłoki oraz przewagi,
- elastyczność.

## Wady
Diagramowa metoda pierwszeństwa posiada także następujące wady:  
- trudności w stosowaniu dla osób niedoświadczonych w zarządzaniu projektami,
- złożone relacje pierwszeństwa mogą przynieść wyniki sprzeczne z intuicyjnymi,
- utrudnione odnalezienie ścieżki krytycznej w rozbudowanych sekwencjach.

## Podstawowe warianty
Rozpatrując różne modele PDM można wyróżnić cztery bazowe przypadki, z których tworzone są rozbudowane sekwencje działań:

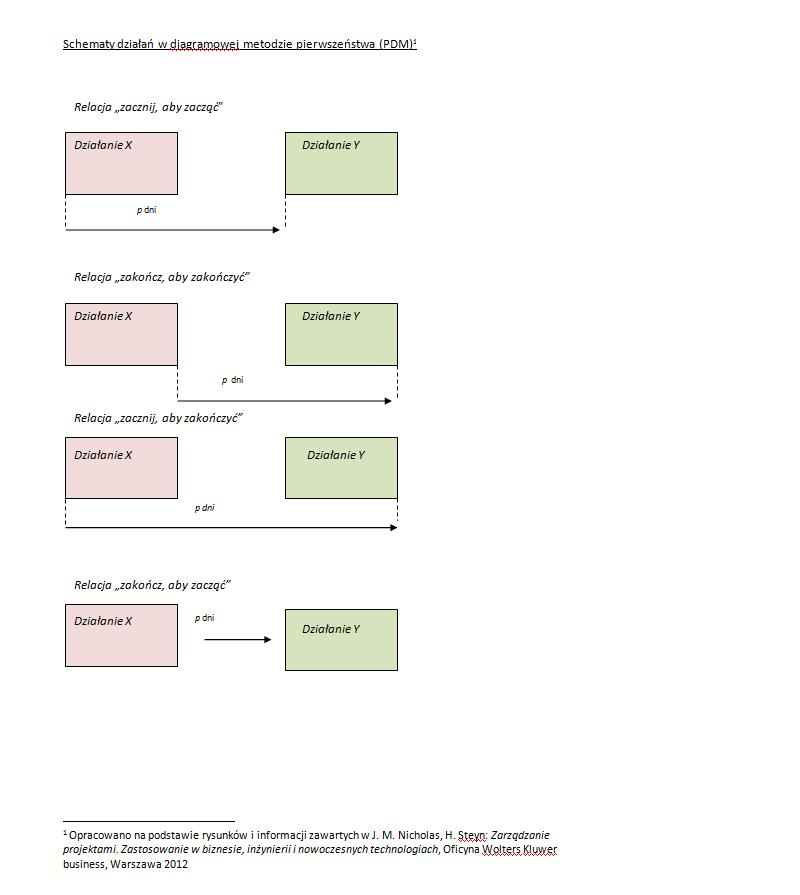

- "Zacznij, aby zacząć" (SS - start-to-start):

W takim układzie działań X i Y działanie Y można rozpocząć p dni po zaczęciu procesu bezpośrednio poprzedzającego Y. W zależności od tego czy występuje opóźnienie realizacji etapu projektu czy jego przyspieszenie, wyrażone w p, stosowane są odpowiednio terminy "zwłoka" oraz "przewaga". Mają one zastosowanie do wszystkich wymienionych wariantów działań.
- "Zakończ, aby zakończyć" (FF - finish-to-finish):

W przypadku FF, działanie Y powinno być zakończone najpóźniej p dni po skończeniu prac w ramach działania X. Często, kiedy dwa lub więcej zadań muszą być ukończone w tym samym czasie, stosowana jest metoda FF z zerową zwłoką. 
- "Zacznij, aby zakończyć" (SF - start-to-finish):

Przypadek SF zakłada, że działanie Y musi zostać ukończone najpóźniej p dni po rozpoczęciu realizacji działania X. 
- "Zakończ, aby zacząć" (FS - finish-to-start):

Relacja FS przyjmuje, że działanie Y może zostać rozpoczęte dopiero po upływie p dni od zakończenia prac w ramach działania X.